# Rävemåla
Rävemåla – miejscowość (tätort) w Szwecji, w regionie administracyjnym (län) Kronoberg, w gminie Tingsryd.
Według danych Szwedzkiego Urzędu Statystycznego liczba ludności wyniosła: 305 (31 grudnia 2015), 308 (31 grudnia 2018) i 301 (31 grudnia 2019).